# CTM Cajagranada
Le CTM Cajagranada (Club dé Tenis dé Mesa Cajagranada en espagnol) est un club espagnol de tennis de table situé à Grenade en Andalousie. Il est le meilleur club d'Espagne à la suite des 23 titres de champion par équipes récoltés en 24 ans par la section masculine du club. Celle-ci est reléguée en 2e division à l'issue de la saison 2010-2011.

## Palmarès
- 23 fois Champion d'Espagne hommes en 24 ans
- Demi-finaliste de la Ligue des Champions en 2008 et 2009